# Tvetenia altimontana
Tvetenia altimontana är en tvåvingeart som först beskrevs av Tokunaga 1960.  Tvetenia altimontana ingår i släktet Tvetenia och familjen fjädermyggor. Inga underarter finns listade i Catalogue of Life.